# Dekanat Białe Błota
Dekanat Białe Błota – jeden z dwudziestu jeden dekanatów w łacińskiej diecezji bydgoskiej.
Utworzony został 1 września 2008 przez biskupa Jana Tyrawę, natomiast 2 lutego 2023 biskup Krzysztof Włodarczyk zmienił jego granice, część parafii wcielając do nowego dekanatu Osowa Góra.

## Parafie
W skład dekanatu wchodzi 5 parafii (kolejność według dat erygowania parafii):
| Lp | Miejscowość / parafia                           | Rok erygowania | Patron                                 | Odpust parafialny        | Uwagi                                                               | Zdjęcie |
| -- | ----------------------------------------------- | -------------- | -------------------------------------- | ------------------------ | ------------------------------------------------------------------- | ------- |
| 1  | Ciele Matki Boskiej Bolesnej                    | 1946           | Matka Boska Bolesna                    | 15 września              | Kościół parafialny poewangelicki z 1893 roku (w rejestrze zabytków) |         |
| 2  | Łochowo św. Kazimierza                          | 1946           | św. Kazimierz Jagiellończyk            | 4 marca                  | Kościół parafialny poewangelicki z 1902 roku; www                   |         |
| 3  | Białe Błota Chrystusa Dobrego Pasterza          | 1980           | Chrystus Dobry Pasterz                 | 4. Niedziela Wielkanocna | kościół parafialny wzniesiony w l. 1990–2000; www                   |         |
| 4  | Murowaniec św. Rafała Kalinowskiego             | 2007           | św. Rafał Kalinowski                   | 20 listopada             | Kościół parafialny w budowie; www                                   |         |
| 5  | Przyłęki Wniebowzięcia Najświętszej Maryi Panny | 2009           | Wniebowzięcie Najświętszej Maryi Panny | 15 sierpnia              | Kościół parafialny poewangelicki z 1915 roku; www                   |         |